# A Rose for the Apocalypse
A Rose for the Apocalypse — четвертий студійний альбом гурту Draconian, випущений 24 червня 2011 року лейблом Napalm Records
Був знятий відеокліп на пісню «The Last Hour Of Ancient Sunlight».

## Список треків
| #     | Назва                                                      | Тривалість |
| ----- | ---------------------------------------------------------- | ---------- |
| 1.    | «The Drowning Age»                                         | 7:18       |
| 2.    | «The Last Hour of Ancient Sunlight»                        | 5:26       |
| 3.    | «End of the Rope»                                          | 6:34       |
| 4.    | «Elysian Night»                                            | 7:52       |
| 5.    | «Deadlight»                                                | 6:32       |
| 6.    | «Dead World Assembly»                                      | 5:52       |
| 7.    | «A Phantom Dissonance»                                     | 5:39       |
| 8.    | «The Quiet Storm»                                          | 6:37       |
| 9.    | «The Death of Hours»                                       | 7:48       |
| 10.   | «Wall of Sighs» (Бонус-трек для обмеженої діджіпак-версії) | 5:14       |
| 62:52 |                                                            |            |

## Учасники
- Ліза Юганссон — жіночий вокал
- Андерс Якобссон — чоловічий вокал
- Йохан Еріксон — соло-гітара, бек-вокал
- Даніель Арвідссон — ритм-гітара
- Фредрік Юганссон — баси
- Джеррі Торстенсон — ударні, перкусія

## Продукція
- Виконання та випуск — гурт Draconian
- Запис та обробка — Давид Кастільйо та Йохан Ернборг
- Мікшування та мастеринг — Єнс Богрен[2]